# Medaille van het Nederlandsche Roode Kruis
De Medaille van het Nederlandsche Roode Kruis wordt ook wel de Regeringsmedaille genoemd omdat zij niet uitgaat van het Nederlandse of Internationale Rode Kruis maar van de Nederlandse Regering die de onderscheiding in een koninklijk besluit van 5 oktober 1910 instelde en haar ook bij koninklijk besluit verleent.
De medaille is daarmee een Koninklijke onderscheiding.
Het besluit, voluit heet dat "Het Besluit van den 5den Oktober 1910, tot instelling van een eereteeken voor belangrijke diensten in of jegens de Vereeniging "het Nederlandsche Roode Kruis" bewezen", stelt dat de medaille "als beloning voor belangrijke diensten in of jegens het Nederlandse Rode Kruis" wordt toegekend.
De medaille wordt sinds het koninklijk besluit van 12 augustus 1913 ook toegekend met een gesp. In 1914 stelde koningin Wilhelmina een gesp in met het opschrift "BALKAN 1912-1913" en bij koninklijk besluit van 10 februari 1914 werd de gesp "ETHIOPIË 1935-1936" ingesteld. Bij deze twee gespen is het tot 2007 gebleven.
Er is een register bijgehouden van de verleningen en de toegekende gespen. 
- 205 medailles
- 98 Balkangespen
- 9 Ethiopiëgespen

Deze medaille wordt zelden uitgereikt en zij geldt daarom als een hoge onderscheiding. In de officiële draagvolgorde van de Nederlandse onderscheidingen wordt zij dan ook na de Koninklijke onderscheidingen, de dapperheidsonderscheidingen en de Watersnoodmedaille maar vóór alle andere medailles, kruisen en sterren gedragen. De voorlopig laatste medaille werd in 1967 door koningin Juliana toegekend.

## De vormgeving
De medaille is geslagen in zilver en gedeeltelijk rood geëmailleerd. Ze heeft een middellijn van 33 millimeter. Als verhoging is een zilveren beugelkroon aangebracht.
De keerzijde vertoont het jaartal 1867, het jaar waarin het Rode Kruis werd opgericht, en het randschrift "VOOR TROUW EN TOEWIJDING" binnen twee palmtakken.
Het gewaterde zijden lint is 38 millimeter breed en helderrood. Op een uniform kan het lint ook als baton worden gedragen. Dan duidt een zilveren achtpuntige ster het bezit van een gesp aan. Dames dragen de medaille, net als de heren, op de linkerborst maar voor hen is het gebruikelijk om het lint in de vorm van een strik op te maken. Men kan de medaille op een rokkostuum ook als miniatuur, met desgewenst een miniatuurgespje, dragen. Er is niet in een knoopsgatversiering of "lintje" voorzien.